# Коробочка (річка)
Коробочка — річка в Україні, в Житомирському районі Житомирської області. Ліва притока Бистріївки (басейн Дніпра).

## Опис
Довжина 18 км, похил річки — 2,2 м/км. Формується з декількох безіменних струмків та 4 водойм. Площа басейну 68,5 км².

## Розташування
Бере початок на північному заході від села Пилиповичі. Тече переважно на південний схід у межах сіл Чайківка, Борщів та Верлок. На околиці Радомишля впадає в річку Бистріївку, ліву притоку Мики.